# Societas Ars Equestri

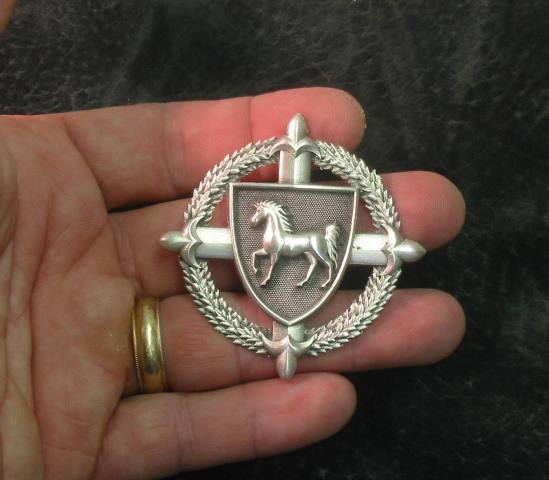
Insignia.

La Societas Ars Equestri es una organización de carácter conservador y tradicionalista cuyos miembros pertenecen a la aristocracia y a las elites intelectuales en Europa, América Latina y Norteamérica. Si bien esta organización no tiene fines políticos ni una ideología institucional, es una organización de franco apoyo a la monarquía como forma de gobierno. De igual forma no tiene una posición religiosa oficial pero se cree que la totalidad de sus miembros son Católicos. En número, la mayor parte de sus miembros se encuentran localizados en América Latina seguidos de Europa y Norteamérica 
Fundada en el año 2000 por un grupo de personas con representantes de las tres áreas antes mencionadas, la identidad y el rol de los miembros fundadores y activos es mantenido en confidencialidad siendo difícil dar un recuento veraz de sus miembros fundadores o de quienes hoy en día son miembros. 
Sus actividades están encaminadas al desarrollo de los estudios históricos, pero con especial énfasis en la genealogía y la heráldica. El espíritu de la sociedad, aristocrático y conservador, anima la práctica de los deportes castrenses occidentales (tiro, esgrima y equitación), el mantenimiento del espíritu caballeresco entre sus miembros y la promoción de estos valores en la sociedad.
Las actividades de esta organización se encuentran fuertemente subsidiadas por sus miembros y es su política no recaudar fondos del público ni realizar colectas entre sus miembros.